# Angelica Cheung
Angelica Cheung (张宇S, Zhāng YûP; Pechino, 24 aprile 1966) è una giornalista cinese.
Grazie alla sua posizione di direttrice dell'edizione cinese di Vogue, affidatale al momento del suo lancio nel 2005, Angelica Cheung ha contribuito significativamente allo sviluppo dell'industria della moda in Cina. Si è dimessa nel dicembre 2020, dopo esserne stata alla guida per oltre sedici anni.

## Biografia
Figlia di un diplomatico, Angelica Cheung è nata e cresciuta nella capitale cinese di Pechino, dove si anche laureata in legge e lingua e letteratura inglese presso l'Università di Pechino. Ha successivamente conseguito il Master in Business Administration nello stato dell'Australia meridionale.
Dopo un breve periodo a Goldman Sachs e all'attività di avvocato, Cheung venne scelta come volto per la direzione di Vogue China, il cui primo numero venne lanciato nel settembre 2005. La tiratura iniziale di 300 000 copie andò subito esaurita e la rivista dovette essere ristampata due volte. 
Nel 2015 lanciò Vogue Me, un marchio a 360 gradi con una versione bimestrale dedicata alla generazione millenials. Nel 2016 è stato il turno di Vogue Film, che combina la moda con l'industria dell'intrattenimento attraverso la produzione di cortometraggi di moda. Ha anche lanciato la rivista di social media Vogue Now, così come una rete di piattaforme digitali. In quindici anni, Angelica Cheung ha reso Vogue China un impero giornalistico a livello globale con una pubblicazione di venti numeri annuali, un pubblico in grado di aggirarsi a quota 1.8 milioni di lettori e 42 milioni di follower complessivi sui social media. Nel dicembre 2020 si è dimessa dopo essere stata alla guida di Vogue China per sedici anni.
Secondo Forbes, negli anni in cui Cheung rimase al comando, Vogue China stampava venti pagine editoriali in più rispetto alla sua controparte statunitense. La rivista si è aggiudicata numerosi premi, tra cui il MOCA Legacy Award nel 2012, l'Asia Couture Federation Award nel 2017, l'UniSA Alumni Award nel 2016, l'Advance Global Alumni Award nel 2018. È ambasciatrice in Asia per il British Fashion Council, advisor di BAFTA Breakthrough China, è stata membro dei giudici degli International Woolmark Awards, ANDAM Fashion Award,  British Fashion Awards e LVMH Prize for Young Fashion Designers, ed è stata spesso relatrice pubblica a conferenze di settore tra cui la NYT International Luxury Conference, la CNI Luxury Conference e One Young World.
Nel marzo 2021 diventa consulente strategica per la Cina del gruppo di moda italiano Zegna che proprio dall'Oriente ricava la metà del suo fatturato. Un mese prima era stata nominata partner della filiale cinese Sequoia Capital, una delle maggiori società al mondo di venture capital con sede a Menlo Park, in California.